# Guy Arendt
Pour les articles homonymes, voir Arendt.
Guy Arendt, né le 13 avril 1954 à Luxembourg (Luxembourg), est un homme politique luxembourgeois, membre du Parti démocratique (DP).

## Biographie

### Études et formations
Après ses études secondaires à l’Athénée de Luxembourg (section A classique), Guy Arendt poursuit des études supérieures à l’Université Nancy-II, où il obtient une maîtrise de droit privé en 1979.

### Activités professionnelles
Guy Arendt est avocat au barreau de Luxembourg de 1980 à 2015. Il est bâtonnier de l’Ordre des avocats du barreau de Luxembourg de 2006 à 2007.

### Carrière politique
Au niveau local, Guy Arendt est membre du conseil communal de Walferdange de 1992 à 1999. À la suite des élections communales de 1999, il est d’abord échevin de 2000 à 2002, puis bourgmestre en 2003, poste qu’il occupe jusqu’à sa nomination au gouvernement en décembre 2015.
À la suite des élections législatives du 20 octobre 2013, Guy Arendt est élu à la Chambre des députés. Il fait son entrée au gouvernement comme secrétaire d’État à la Culture en date du 18 décembre 2015 dans le gouvernement de coalition entre le Parti démocratique (DP), le Parti ouvrier socialiste luxembourgeois (LSAP) et Les Verts (déi Gréng). Il n'est pas reconduit dans ses fonctions dans le gouvernement suivant.